# Institut d'administration et du commerce du Botswana
Pour les articles homonymes, voir BIAC.
L'Institut d'administration et du commerce du Botswana (Botswana Institute of Administration and Commerce ou BIAC en anglais) est une institution universitaire publique située à Gaborone, la capitale du Botswana.

## Historique
L'Institut d'administration et du commerce du Botswana, également connu sous le nom de Botswana Training Centre, a été fondé en 1964 à la suite de la fusion de la Trade School et du Public Works Department Training Organisation. L'institut porte son nom actuel depuis 1980.

## Composition
L'Institut d'administration et du commerce du Botswana est composé de cinq facultés :
- Faculté de comptabilité
- Faculté d'informatique
- Faculté d'administration publique
- Faculté de secrétariat
- Faculté de communication et de relations publiques